# Charles Delbarre
Charles Victor Léon Delbarre (Schaarbeek, 20 april 1886 - aldaar, 14 november 1961) was een Belgisch schutter.

## Levensloop
Delbarre nam deel aan de Olympische Zomerspelen van 1924 te Parijs in het onderdeel 'kleinkalibergeweer, 50 meter liggend'. Hij behaalde er een 31e plaats in het eindklassement.